# 圣马克西曼
圣马克西曼（法語：Saint-Maximin，法語發音：[sɛ̃ maksimɛ̃]）是法国瓦兹省的一个市镇，属于桑利斯区。

## 地理
圣马克西曼（49°13'16"N, 2°26'48"E）面积12.33 平方千米，位于法国上法蘭西大區瓦兹省，该省份为法国北部内陆省份，北起索姆省，西接厄尔省和滨海塞纳省，南至塞纳-马恩省和瓦兹河谷省，东临埃纳省。
与圣马克西曼接壤的市镇（或旧市镇、城区）包括：克雷伊、阿普勒蒙、尚蒂伊、维讷伊-圣菲尔曼、古维约、圣勒代斯朗、蒙塔泰尔。

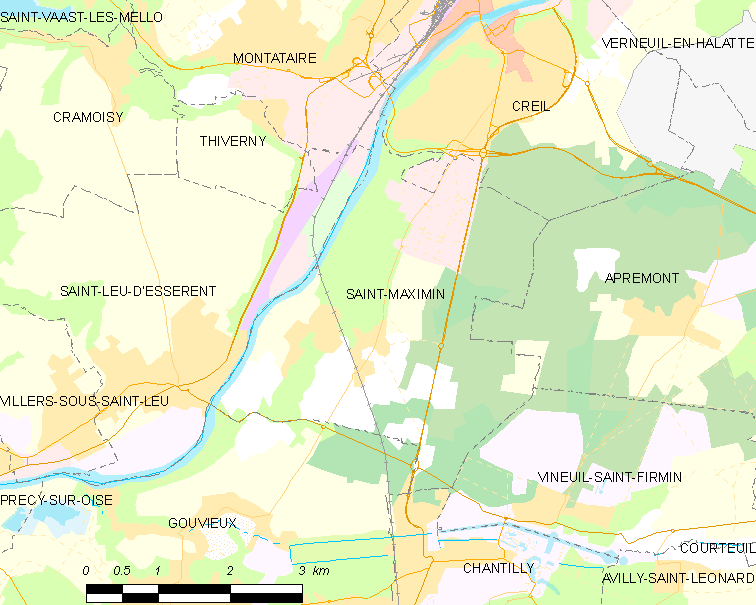
圣马克西曼的OSM定位图

圣马克西曼的时区为UTC+01:00、UTC+02:00（夏令时）。

## 行政
圣马克西曼的邮政编码为60740，INSEE市镇编码为60589。

## 政治
圣马克西曼所属的省级选区为尚蒂伊县。

## 人口

1962-2008年间圣马克西曼人口变化图示

圣马克西曼于2022年1月1日时的人口数量为3153人。